# NGC 186
NGC 186 è una galassia lenticolare barrata situata nella costellazione dei Pesci.

## Scoperta
NGC 186 è stata scoperta il 6 dicembre 1850 dall'ingegnere irlandese Bindon Blood Stoney.